# تاد آرمسترانگ
تاد آرمسترانگ (انگلیسی: Todd Armstrong؛ ۲۵ ژوئیهٔ ۱۹۳۷ – ۱۷ نوامبر ۱۹۹۲) هنرپیشه اهل ایالات متحده آمریکا بود. از فیلم‌هایی که وی در آن نقش داشته است، می‌توان به جیسن و آرگونات‌ها و زمانی برای کشتن اشاره کرد.